# 木糖代谢

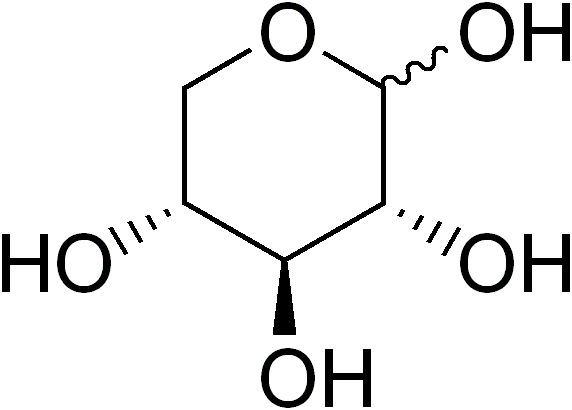
木糖的环式结构

D-木糖是一种五碳的醛糖（戊糖、單醣），可被多种微生物催化代谢为有用的产物。
已知至少有四种木糖代谢的途径：1，氧化还原途径，存在于真核微生物中；2，异构酶途径，存在于某些原核生物中；3，Weimberg途径，一种原核生物的氧化途径；4，Dahms途径，原核生物的另一种氧化途径。

## 生物技术应用
理想的应用是发酵D-木糖至乙醇。这可以通过原生木糖发酵酵母如‘Scheffersomyces Pichia stipitis’酵母或用被代谢工程改造化的酿酒酵母的菌株来实现。